# Márton Gyöngyösi
Márton Gyöngyösi (Kecskemét, 8 giugno 1977) è un politico ungherese.
È stato eletto deputato alle elezioni parlamentari del 2010. Tra il 2010 e il 2018 è stato vicepresidente del Comitato per gli affari esteri dell'Assemblea nazionale ungherese. È stato il leader del gruppo parlamentare di Jobbik dal 2018 al 2019. È stato eletto membro del Parlamento europeo (deputato europeo) alle elezioni del Parlamento europeo del 2019, di conseguenza si è dimesso dal suo seggio nel parlamento nazionale.

## Primi anni di vita
Figlio di esperti ungheresi del commercio estero, Márton Gyöngyösi ha trascorso gran parte della sua infanzia in Egitto, Iraq, Afghanistan e India. Si è laureato al Trinity College di Dublino nel 2000, dove ha studiato economia e scienze politiche. Ha studiato per un anno alla Friedrich Alexander-University di Norimberga come studente di scambio. In Irlanda ha partecipato agli esami professionali di contabilità (ACA).
Nel dicembre 2004 è tornato in Ungheria e ha iniziato a lavorare come consulente fiscale nell'ufficio di KPMG a Budapest. Tra il 2007 e il 2010 ha lavorato come esperto in Ernst & Young.
Parla inglese, tedesco e russo.

## Vita privata
Gyöngyösi è sposato. Sua moglie è Ágnes Gyöngyösiné Cserhalmi, giurista ed economista. Hanno un figlio.

## Carriera politica
Gyöngyösi partecipa all'attività di Jobbik dall'autunno del 2006. In breve tempo è diventato consigliere del presidente del partito, Gábor Vona. Alle elezioni del 2010, è stato nominato candidato al ministro degli Esteri di un futuro governo Jobbik.
Dal 2003 al 2010, ha regolarmente pubblicato articoli di interesse politico e pubblico nel quotidiano ungherese Magyar Nemzet, nonché pubblicazioni relative a economia e affari nel quotidiano economico Napi Gazdaság .
Nel 2019, è stato nominato candidato principale della lista parlamentare europea di Jobbik. Jobbik ha ricevuto il 6,34% dei voti alle elezioni parlamentari europee, un grave ritorno al 14,67% ricevuto alle ultime elezioni europee nel 2014. Nonostante la battuta d'arresto, il partito è stato in grado di ottenere 1 mandato, in modo che Gyöngyösi fosse eletto al Parlamento europeo.
Gyöngyösi è membro della commissione per gli affari esteri e la delegazione all'Assemblea parlamentare paritetica ACP-UE ed è sostituto della commissione per il commercio internazionale, della sottocommissione per i diritti dell'uomo e della delegazione per le relazioni con gli Stati Uniti.

## Politiche internazionali
Gyöngyösi è stato una figura chiave nella trasformazione di Jobbik in un partito tradizionale. Come politico di Jobbik incaricato degli affari esteri , è stato il promotore dell'iniziativa dei cittadini dell'Unione europea salariale. Secondo Gyöngyösi, l'Unione europea dovrebbe conferire maggiori poteri ai suoi Stati membri, ma è necessaria una stretta cooperazione .